# Astragalus duanensis
Astragalus duanensis är en ärtväxtart som beskrevs av Georgji Prokopievič Sumnevicz. Astragalus duanensis ingår i släktet vedlar, och familjen ärtväxter. Inga underarter finns listade i Catalogue of Life.